# Hedgesville
Hedgesville é uma cidade  localizada no estado norte-americano de Virgínia Ocidental, no Condado de Berkeley.

## Demografia
Segundo o censo norte-americano de 2000, a sua população era de 240 habitantes.
Em 2006, foi estimada uma população de 244, um aumento de 4 (1.7%).

## Geografia
De acordo com o United States Census Bureau tem uma área de
0,3 km², dos quais 0,3 km² cobertos por terra e 0,0 km² cobertos por água. Hedgesville localiza-se a aproximadamente 144 m acima do nível do mar.

## Localidades na vizinhança
O diagrama seguinte representa as localidades num raio de 24 km ao redor de Hedgesville.